# Julien Le Blant
Julien Le Blant (geboren am 30. März 1851 in Paris und gestorben am 28. Februar 1936 ebenda) war ein französischer Genre-, Historienmaler und Illustrator. Er war insbesondere auf militärische Szenen spezialisiert, darunter der Vendée-Krieg, die napoleonischen Feldzüge und war von 1914 bis 1918 als Zeichner von Fronturlaubern tätig.

## Familiärer Hintergrund
Le Blant war der Sohn von Edmond-Frédéric Le Blant (1818–1897), einem ehemaligen Direktor der École française de Rome, und dessen Frau Marie Louise Gasparine (geborene Lemaire; † 20. April 1851) eine Tochter von Louis Julien Lemaire und Caroline (geborene Roudler). Sein Vater heiratete 1856 Marguerite Thérèse (geborene Meda) und hatte aus dieser Ehe drei Töchter, von denen zwei als Kleinkinder starben. Die überlebende Halbschwester war Marie Paule Valérie Le Blant (1859–1945), die Adhémar Esmein (Jean Paul Hippolyte Emmanuel Esmein) heiratete. Er war daher der Onkel des Arztes und kubistischen Malers Maurice Esmein (1888–1918).

## Leben
Der Vater wollte, dass er Architekt werden sollte. Le Blant besuchte zunächst das Lycée Bonaparte und anschließend die École des Dominicains d’Arcueil. Danach begann er sein Studium der Architektur und arbeitete zwei Jahre lang als Zeichner für den Pariser Stadtarchitekten Ménard. Er war im Wesentlichen Autodidakt, kaufte sich einige Leinwände und Farben und begann zu malen. Dafür nahm er einige Stunden Unterricht bei Ernest Girard, einem Schüler von Ingres, der einen Malkurs für junge Mädchen gab. Im Jahr 1870 schloss er sich einem Freicorps an und kämpfte als Soldat im Raum Paris. Die Eindrücke, die er dort sammelte, behielt er tief in seinem Gedächtnis.
1874 debütierte er mit dem Gemälde zu der Ermordung des Louis-Michel Le Peletier de Saint-Fargeau in einem Restaurant im Jahr 1793, vermutlich angelehnt an das Werk eines anderen Malers. Er begab sich anschließend für 8 Monate nach Italien, wo sich sein Vater mit Giovanni Battista de Rossi in Rom an archäologischen Ausgrabungen beteiligte. Er malte zunächst noch Genreszenen interessierte sich jedoch mehr für die Malerei des Nicolas-Toussaint Charlet (1772–1842) und des Auguste Raffet (1804–1860), die durch ihre Darstellungen des Soldatenlebens bekannt waren. Daher zeigten seine Werke bald Schlachtenbilder aus der französischen Geschichte oder aus dem Militär- und Soldatenleben. Diese waren regelmäßig bis 1896 in den Pariser Salons zu sehen. Le Blant wurde von den Erzählungen berühmter Schriftsteller seiner Zeit ergriffen, die von den Kriegen in der Bretagne und den Schlachten der Vendée berichteten. Er begab sich nun nach dort, um sich die Schauplätze der Ereignisse selbst anzusehen.
Um 1900 zog er sich aus Paris zurück und fertigte in Corrèze in der Auvergne Zeichnungen und Gemälde mit Szenen aus kleineren Städten oder Dörfern.
Sein Gemälde Le Bataillon carré wurde zunächst in der National Gallery of Australia in Canberra, New South Wales, ausgestellt und kam in die Brigham Young University (BYU) in Provo, Utah. Im Jahr 1893 wurde das Gemälde Die Rückkehr des Regiments ausgewählt, um Frankreich auf der Weltausstellung in Chicago zu vertreten. Er thematisierte die Hinrichtungen der Generäle François Athanase de Charette de la Contrie und Maurice Joseph Louis Gigost d’Elbée, die im Zuge der Französischen Revolution durchgeführt wurden, in seinen Gemälden.

## Werke (Auswahl)
- L’Assassinat de Lepeletier Saint-Fargeau
- 1875: Des Bouviers romains menant leurs bêtes, à la porte d’une auberge
- 1876: Les Racoleurs und Le Récit
- 1878: Mort du général d’Elbée (ausgezeichnet im Salon von 1878, Medaille 3. Klasse;)
- 1880: Le Bataillon Carré, Affaire de Fougères 1793 (Ausgezeichnet mit einer Silbermedaille beim Salon von 1880 und einer Goldmedaille bei der Pariser Weltausstellung von 1889, Szene aus dem Gefecht von Fougeres, 1793)
- Heimkehr des Regiments
- Der Werbesergeant
- 1883: Hinrichtung des Generals Charette
- 1887: Le Souvenir de Hollande

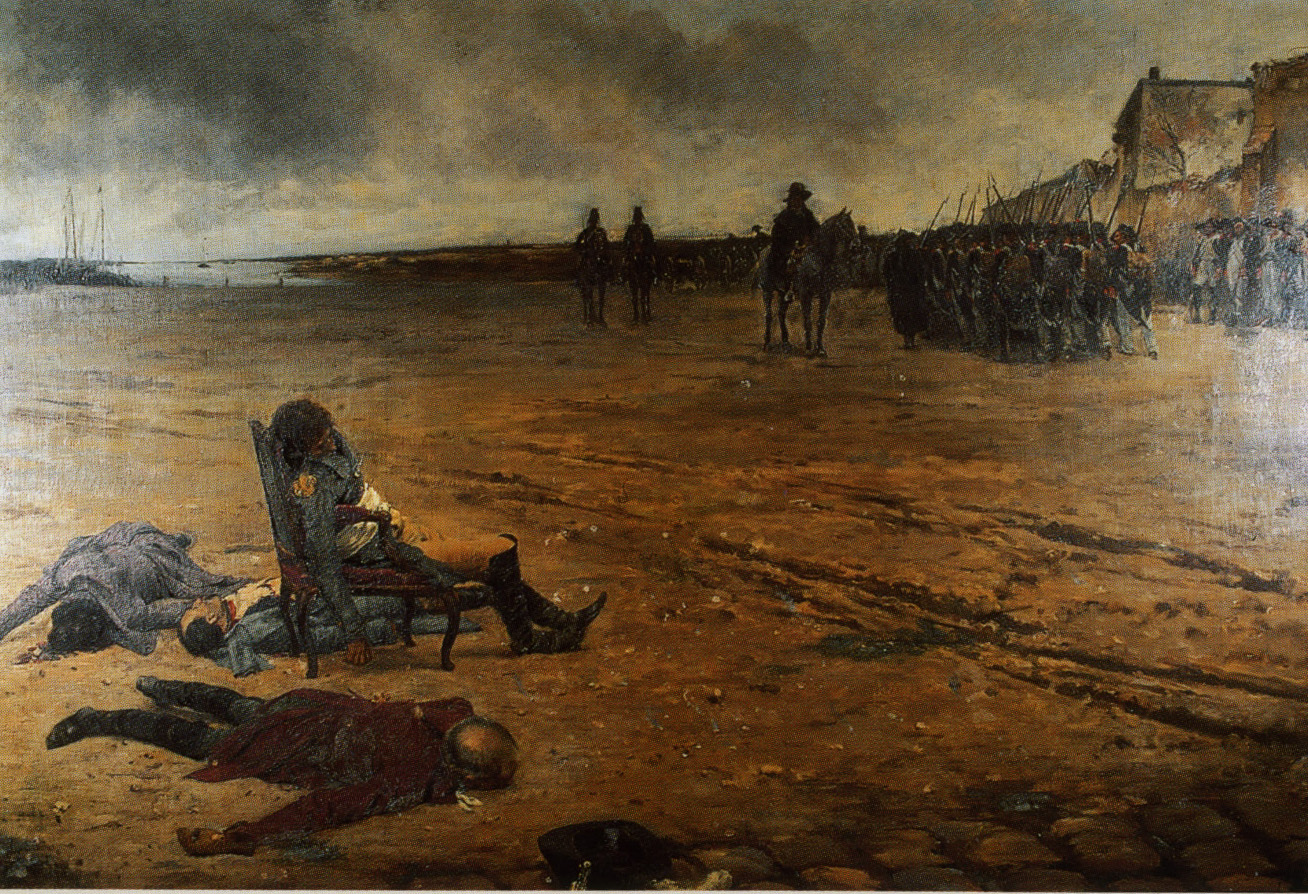
Exekution des Generals d’Elbée
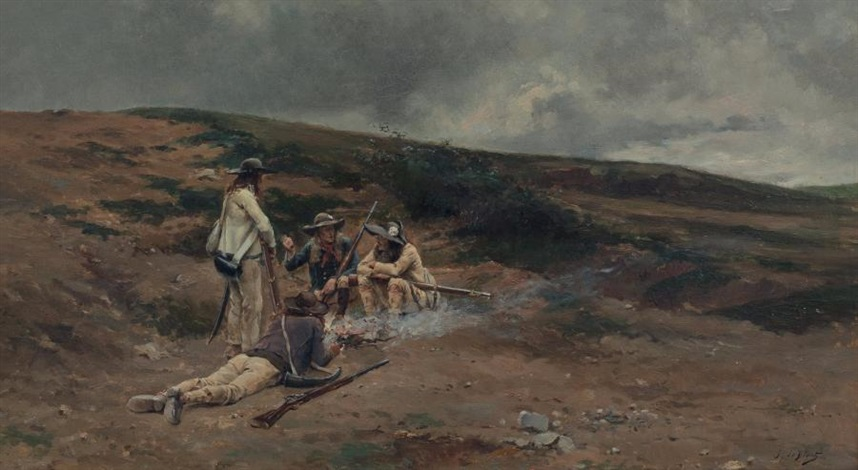
Die Chouans im Biwak
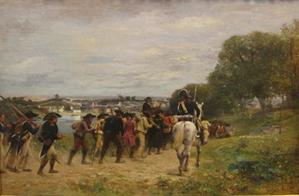
Gefangenentransport
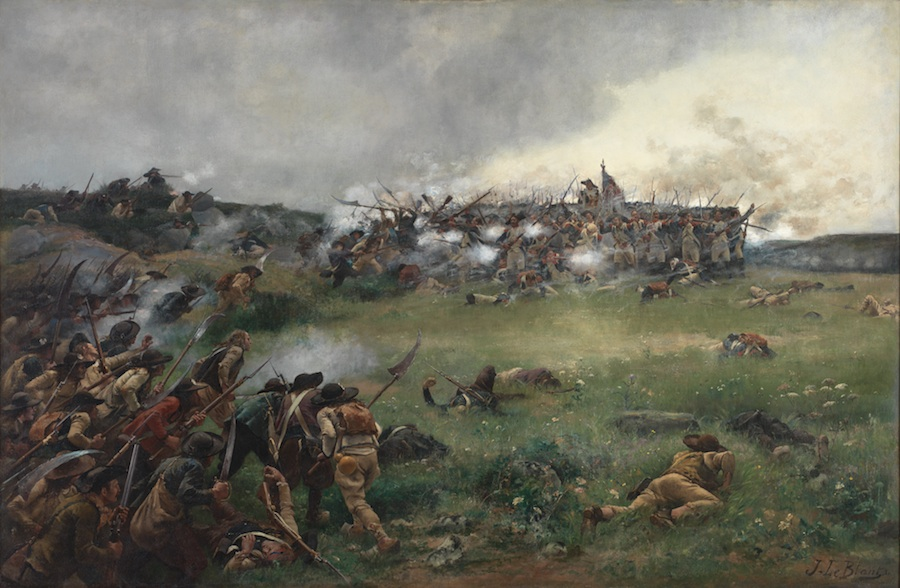
Le Bataillon Carré

Zeichnungen
- Alfred de Vigny: Servitude et grandeur militaires. 1885.
- Jean-Roch Coignet: Les Cahiers du capitaine Coignet. Hachette, Paris 1888 (Textarchiv – Internet Archive).
- Honoré de Balzac: Les Chouans, ou La Bretagne en 1799. E. Testard, Paris 1889.
- Alexandre Dumas: Le chevalier de Maison Rouge. E. Testard, Paris 1894.